# Wehr (Selfkant)
Wehr ist eine Ortschaft der Gemeinde Selfkant im nordrhein-westfälischen Kreis Heinsberg in Deutschland.

## Geographie

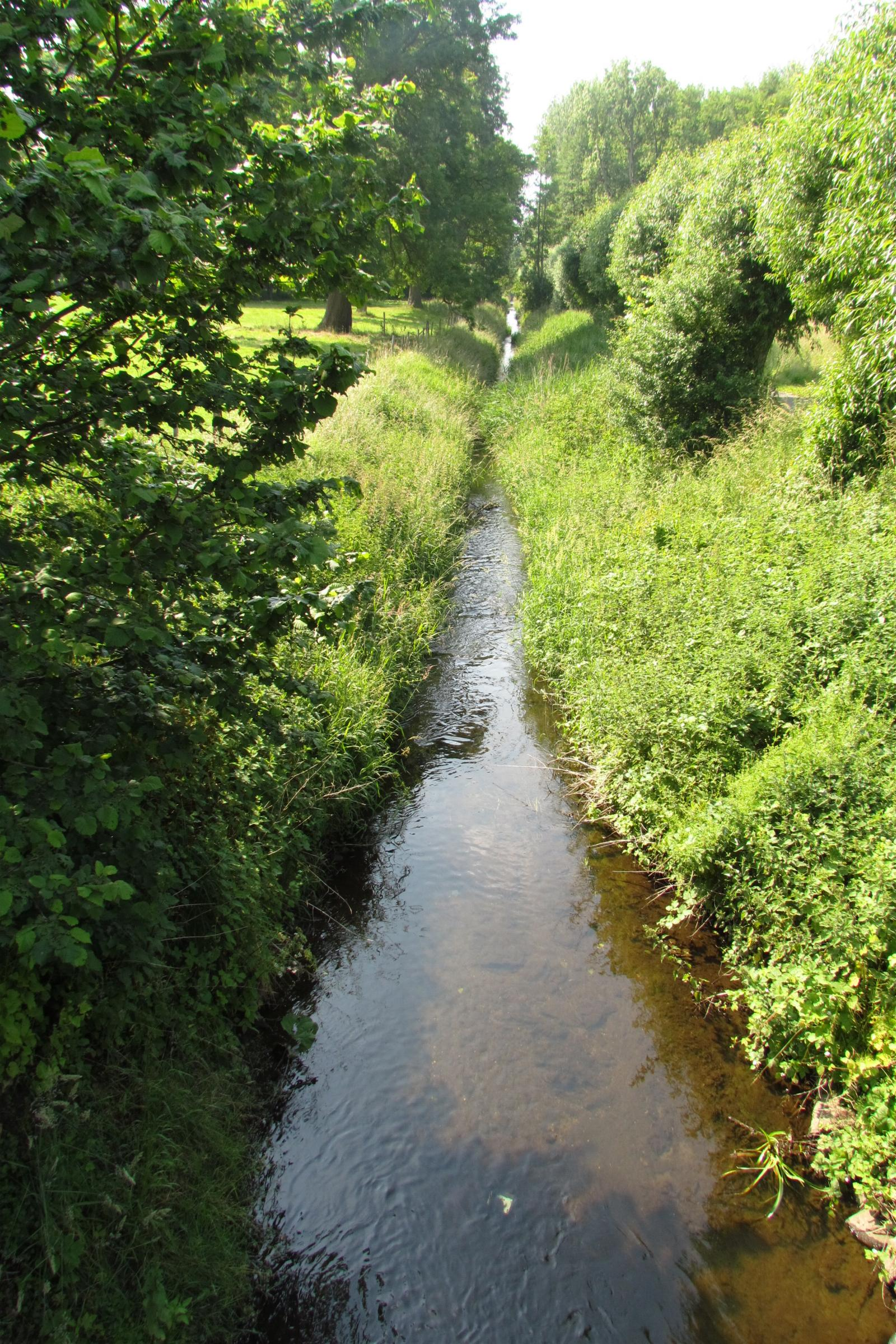
Der Rodebach in der Nähe von Wehr

### Lage
Wehr liegt am Rodebach im südlichen Gebiet der Gemeinde Selfkant. Die Ortschaft an der deutsch-niederländischen Grenze ist benachbart zur niederländischen Stadt Sittard.

### Gewässer
Bei Starkregen und bei Schneeschmelze fließt das Oberflächenwasser aus den Bereich Wehr in den Rodebach (GEWKZ 281822) und dann weiter in die Maas. Der Rodebach hat eine Länge von 28,918 km bei einem Gesamteinzugsgebiet von 173,385 km².

### Nachbarorte
| Tüddern      | Höngen                                      | Kleinwehrhagen |
| Sittard (NL) | Kompassrose, die auf Nachbargemeinden zeigt | Süsterseel     |
| Lahrhof (NL) | Hillensberg                                 | Jabeek (NL)    |

### Siedlungsform
Wehr ist ein mehrzeiliges, locker bebautes Straßendorf.

## Geschichte

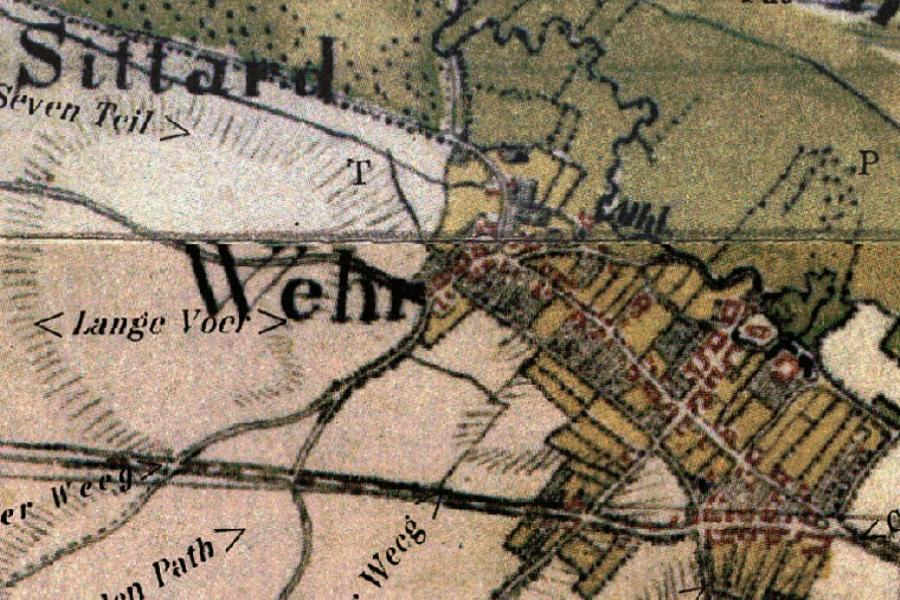
Wehr auf der Tranchotkarte 1803–1820

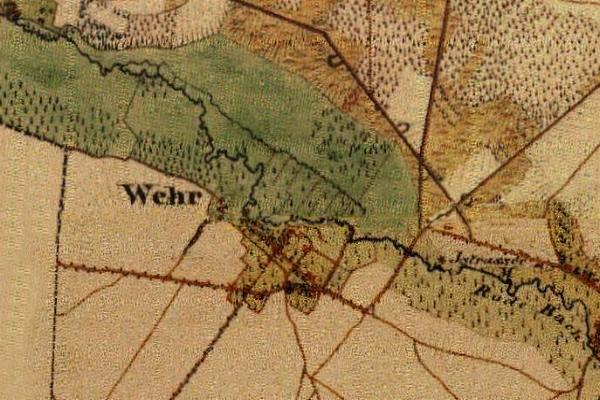
Wehr auf der Urkatasterkarte von 1846

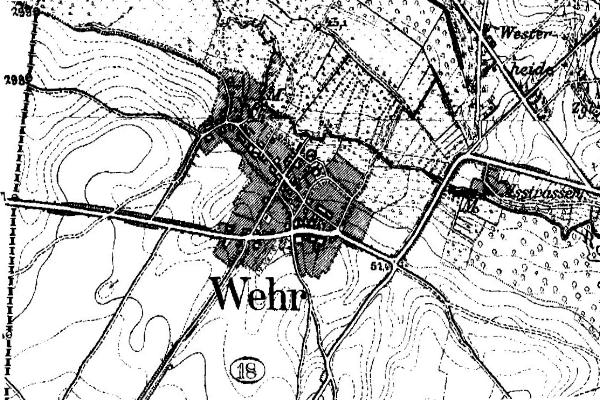
Wehr auf der Neuaufnahme von 1912

### Ortsname
- 1144 Were
- 1351 Weer
- 14. Jahrhundert Weyre
- 1488 Wer
- 1533 Weher
- 1666 Wehr

### Ortsgeschichte
Wehr gehörte zum Jülicher Amt Born. Geldeinkünfte zu Wehr gehörten 1144 zum Gründungsfundus der Propstei Millen, so dass die Herrschaft Millen hier wohl über Besitz verfügte. Im 14. Jahrhundert waren mehrere Güter zu Wehr als Heinsberger Lehen. Der Name Wehr erinnert an die Landwehren früherer Jahrhunderte. Im Gelände zwischen Wehr und der Stadt Sittard fand am 24. März 1543 eine Schlacht zwischen den Kaiserlichen Truppen und den Soldaten des Herzogs Wilhelm V. vom Herzogtum Jülich-Berg statt. Wehr hatte 1828 insgesamt 530 Einwohner und gehörte zum Amt Selfkant.
Vom 23. April 1949 bis zum 31. Juli 1963 stand der Selfkant und damit auch Wehr durch die niederländischen Annexionspläne unter Auftragsverwaltung. Am 1. August 1963 erfolgte nach Zahlung von 280 Millionen D-Mark die Rückführung.
Mit dem Gesetz zur Neugliederung von Gemeinden des Selfkantkreises Geilenkirchen-Heinsberg vom 24. Juni 1969 trat am 1. Juli 1969 folgende Gebietsänderung in Kraft.
§ 1 (1) Die Gemeinden Havert, Hillensberg, Höngen, Millen, Süsterseel, Tüddern, Wehr (Amt Selfkant) und die Gemeinde Saeffelen (Amt Waldfeucht) werden zu einer neuen amtsfreien Gemeinde zusammengeschlossen. Die Gemeinde erhält den Namen Selfkant.
§ 1 (2) Das Amt Selfkant wird aufgelöst. Rechtsnachfolgerin ist die Gemeinde Selfkant.

### Kirchengeschichte

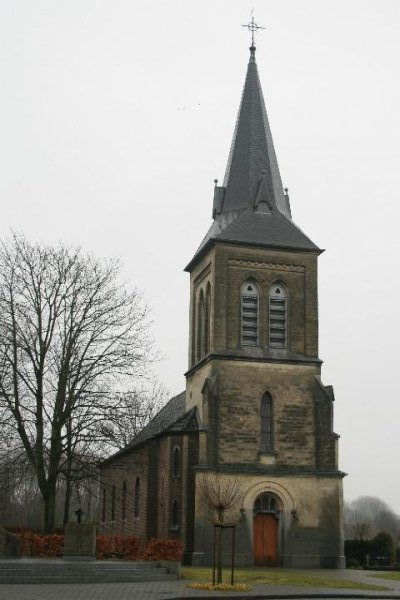
Katholische Pfarrkirche St. Severin

Die Pfarre St. Severin Wehr war eine eigenständige Kirchengemeinde. Die Bevölkerung besteht zum größten Teil aus Katholiken.
Es ist anzunehmen, dass in Wehr schon um die erste Jahrtausendwende eine christliche Gemeinde bestand. 1118 übertrug Gerhard von Wassenberg einen Teil der Kollatur der Kirche dem von ihm gegründeten Stift Wassenberg. 1144 hat die Propstei Einkünfte in Wehr. Ende des 17. Jahrhunderts hat die Kirche alle Rechte einer Pfarre erhalten. 1804 wurde Wehr Pfarre im Kanton Sittard des Bistums Aachen. 1827 wurde die Pfarre dem Dekanat Heinsberg und 1925 dem Dekanat Gangelt zugeteilt.
Im Zuge der Pfarrgemeindereformen im Bistum Aachen wurde die ehemals eigenständige katholische Pfarrgemeinde St. Severin Wehr in die Gemeinschaft der Gemeinden (GdG) St. Servatius Selfkant eingegliedert.

## Politik
Gemäß § 3 (1) der Hauptsatzung der Gemeinde Selfkant ist das Gemeindegebiet in Ortschaften eingeteilt. Wehr ist eine Ortschaft und wird nach § 3 (2) von einem Ortsvorsteher in der Gemeindevertretung vertreten. Ortsvorsteher der Ortschaft Wehr ist Hans Dreissen. (Stand 2013)

## Infrastruktur
- Es existieren mehrere landwirtschaftliche Betriebe mit Tierhaltung, mehrere Pferdehöfe, eine Pizzeria, ein Obsthof, eine Tankstelle, ein Transportunternehmen, ein Baustoffhandel, eine Metzgerei, ein Betrieb für Gartenbau, für Blumen sowie ein Gartencenter, ein Betrieb für Landmaschinen, ein Software- und Computer-Dienst, ein Geschäft für Kinderkleidung, eine Firma für Heizungsinstallation und Gebäudetechnik und mehrere Betriebe für Kleingewerbe.
- Gemeindekindergarten „Kleine Strolche“ Wehr
- Der Ort hat Anschluss an das Radverkehrsnetz NRW mit dem Knotenpunkt 46.
- Eine Kläranlage steht am Gausweg

## Sehenswürdigkeiten

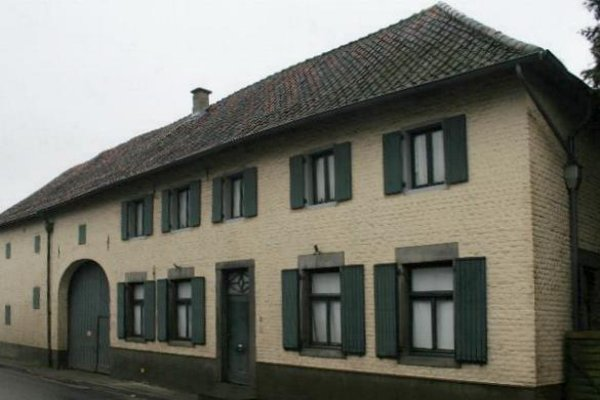
Hofanlage an der Landstraße 31

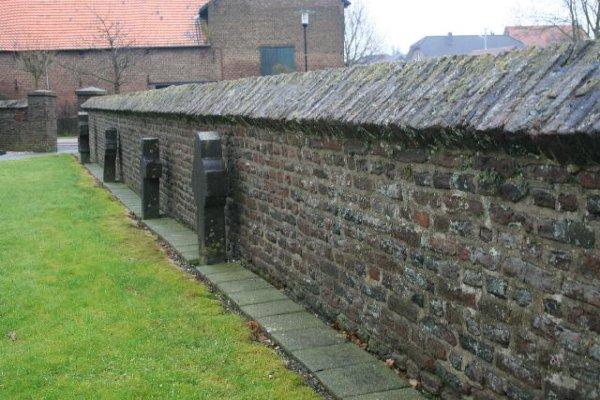
Friedhofsmauer an der Severinusstraße

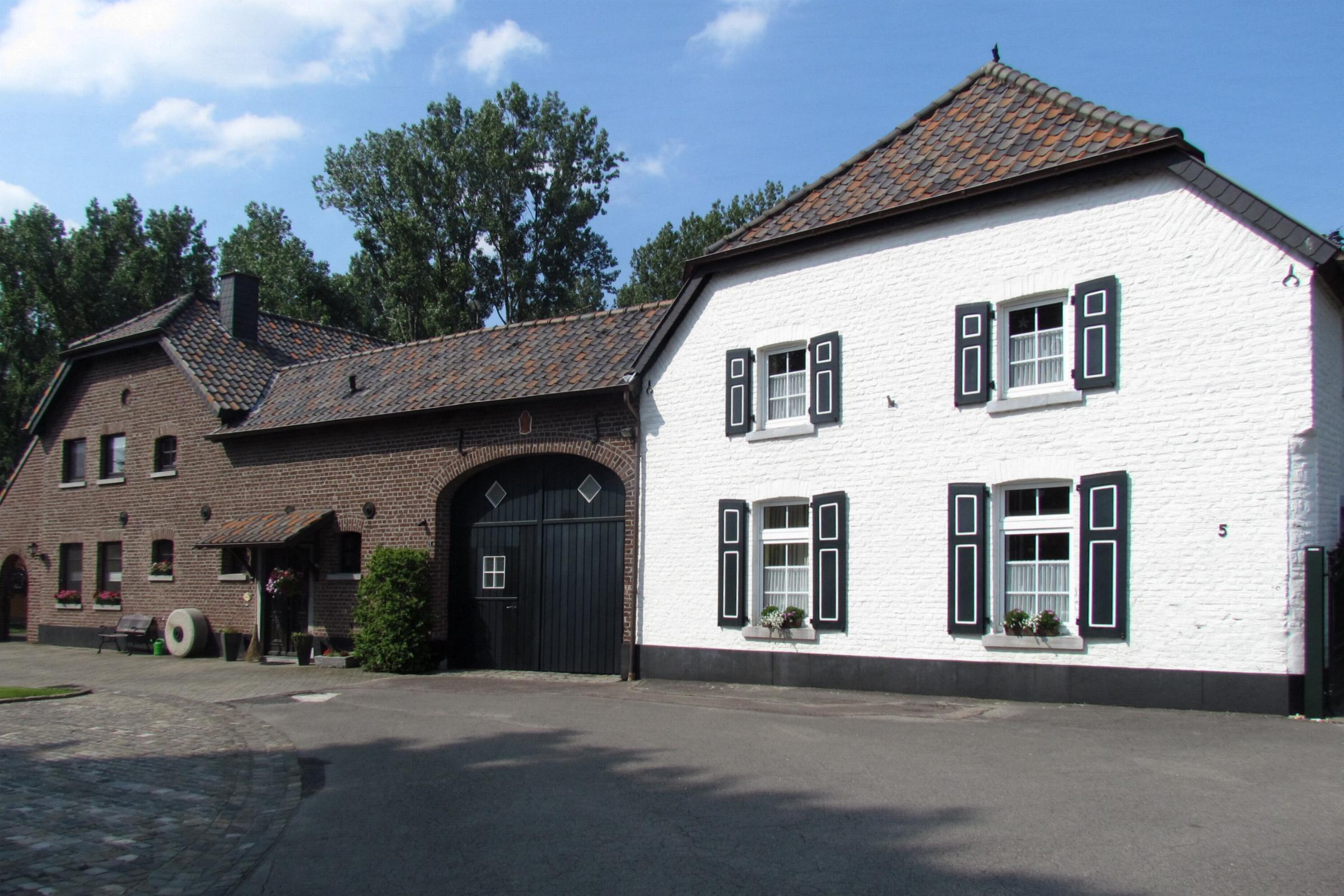
Wehrer Mühle Straßenansicht

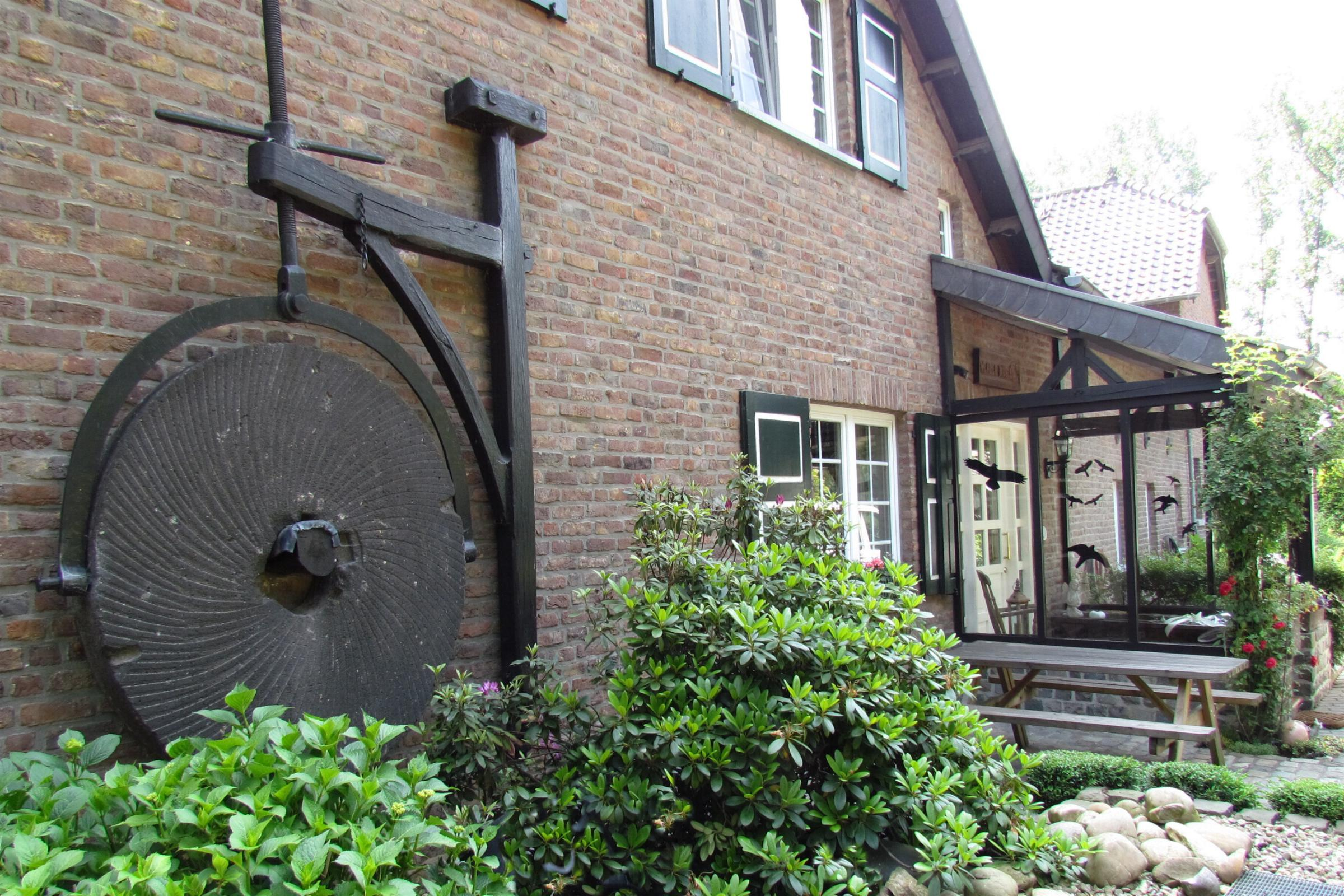
Mühlstein an der Wehrer Mühle

- Katholische Pfarrkirche St. Severin als Denkmal Nr. 43
- Buntverglasung in der katholischen Pfarrkirche[8]
- Hofanlage, Landstraße 31 als Denkmal Nr. 27
- Friedhofsmauer, Severinusstraße 27, als Denkmal Nr. 5
- Wehrer Mühle (Mühlengebäude)

## Vereine
- Freiwillige Feuerwehr Selfkant, Löscheinheit Hillensberg-Süsterseel
- St. Severinus Bruderschaft Wehr e. V.
- Spielmannszug Wehr
- Gesangverein Concordia Wehr
- Wehrer Jecke
- Sozialverband VdK Deutschland Selfkant betreut Wehr

## Regelmäßige Veranstaltungen
- Historischer Umzug zum Erntedankfest
- Vogelschuss der Bruderschaft
- Patronatsfest und Kirmes in Wehr
- St. Martin-Umzug in Wehr

## Verkehr
Bis zur Herabstufung zur L 47 führte die Bundesstraße 56 in Ost-West-Richtung durch das Gemeindegebiet.

### Autobahnanbindung
Die Selfkantautobahn verläuft im Anschluss an die niederländische N 297 Richtung A 2 und übergehend an der Anschlussstelle Heinsberg in die A 46.
| BAB  | Streckenabschnitt        | Anschlussstelle    | Entfernung |
| ---- | ------------------------ | ------------------ | ---------- |
| A 46 | Heinsberg – Düsseldorf   | AS Heinsberg       | 15 km      |
| A 44 | Aachen – Mönchengladbach | AS Aldenhoven      | 30 km      |
| A 4  | Aachen – Köln            | AS Eschweiler-West | 40 km      |
| A 2  | Maastricht – Eindhoven   | AS Born            | 10 km      |

### Bahnanbindung
Ab Bahnhof Geilenkirchen (ca. 16 km Entfernung)
| Linie | Linienbezeichnung | Linienverlauf                              |
| ----- | ----------------- | ------------------------------------------ |
| RE 4  | Wupper-Express    | Aachen–Mönchengladbach–Düsseldorf–Dortmund |
| RB 33 | Rhein-Niers-Bahn  | Aachen–Mönchengladbach–Duisburg–Essen      |

### Busanbindung
Die AVV-Linien 435 und 439 der WestVerkehr verbinden Wehr an Schultagen mit Gangelt und Tüddern.
Zudem verkehrt der Multi-Bus seit dem 9. Juni 2024 kreisweit erweitert und zu einheitlichen Bedienzeiten. Mehr Informationen gibt es bei WestVerkehr.
| Linie | Verlauf |
| ----- | --- |
| 435   | Geilenkirchen Bf – Bauchem – Gillrath – Stahe – Birgden – Kreuzrath – Gangelt – Süsterseel – Hillensberg – Wehr – Tüddern – Höngen |
| 439   | Millen – Tüddern – (Höngen –) Wehr – Hillensberg – Süsterseel - ( ← Gangelt)                                                       |

## Straßennamen
Am alten Busch, An der Tränke, Bruchstraße, Dorfstraße, Gausweg, Hof Dahlmanns, Landstraße, Mühlenstraße, Severinusstraße, Südstraße, Tüdderner Weg, Zum Wiesengrund

## Persönlichkeiten
- Josef Goyen, ein Heimatdichter, stammt aus Wehr.